# Tractatus de contractibus
Der Tractatus de contractibus ist ein Werk des französischen Theologen und Philosophen Petrus Johannis Olivi (1248–1298) und gilt als bedeutende und einflussreiche Abhandlung des Mittelalters zu Themen der Ökonomie und der Wirtschaftsethik. Es entstand ab ca. 1293.
Das Werk war lange ohne Titel und Namen des Autors überliefert; der Nachweis der Autorschaft Olivis gelang Dionisio Pacetti im Jahr 1953 und gliedert sich in drei Teile: De emptionibus et venditionibus (Kaufverträge und Tauschgerechtigkeit) – De contractibus usurariis (wucherische Verträge) – De restitutionibus (Rückerstattung von unrechtmäßig Erworbenem).
Als bedeutende Neuerung des Tractatus gilt die Prägung eines Begriffs des Kapitals als eine Form des gewinnbringenden Geldes.  Das Kapital hat laut Olivi über seinen Kernwert hinaus „eine gewisse samenartige Bestimmtheit zur Gewinnerzeugung“ („quamdam racionem seminalem lucri“). Das Kapital hat eine gewinnträchtige Eigenschaft, ähnlich wie der Wurfgegenstand in der Impetustheorie und die biologischen Keimkräfte, einen „dynamischen“ Faktor. Praktisch gesprochen ist es etwas anderes, Kapital in ein Fernhandelsgeschäft zu investieren und hierfür eine Risikoprämie zu erwarten, als einem Mitmenschen in einer Solidargemeinschaft Geld zu leihen und daraus Gewinn zu ziehen. Dem Kapitalgeber ist nicht nur der einfache Wert zu erstatten, sondern auch noch ein Mehrwert (valor superadiunctus). Durch dieses Konzept wird das scholastische Zinsverbot gedanklich in Frage gestellt.

## Ausgaben
- Traité des contrats, ed. Sylvain Piron, Paris 2012, ISBN 978-2-251-61005-4
- Traktat über Verträge, Hg. Giuseppe Franco; Hamburg: Felix Meiner 2021, ISBN 978-3-7873-3955-6